# Stara Synagoga w Milejczycach
Uzasadnienie:  Mnożenie zbędnych bytów. Z artykułu wynika, że jest to po prostu wcześniejsza forma tego co mamy opisane w innym artykule.
Stara Synagoga w Milejczycach – pierwsza główna drewniana synagoga milejczyckiej gminy żydowskiej znajdująca się przy obecnej ulicy Parkowej.
Synagoga została zbudowana w 1857 roku. W 1927 roku została zburzona i w tym samym roku na jej miejscu wzniesiono nową, okazałą synagogę.